# XWD
X Window Dump (XWD) è un formato di file grafico prodotto dal programma xwd. Gli screenshot di X Window System prodotti in questo modo possono essere manipolati da ImageMagick.